# Raisinghnagar
Raisinghnagar é uma cidade e um município no distrito de Ganganagar, no estado indiano de Rajasthan.

## Geografia
Raisinghnagar está localizada a 29° 32′ N, 73° 27′ L. Tem uma altitude média de 160 metros (524 pés).

## Demografia
Segundo o censo de 2001, Raisinghnagar tinha uma população de 27,707 habitantes. Os indivíduos do sexo masculino constituem 54% da população e os do sexo feminino 46%. Raisinghnagar tem uma taxa de literacia de 68%, superior à média nacional de 59.5%: a literacia no sexo masculino é de 74% e no sexo feminino é de 60%. Em Raisinghnagar, 15% da população está abaixo dos 6 anos de idade.

## Educational Institutes
The city has been a center of learning since its early ages. Many notable education institutes include:
1. Shaheed Bhagat Singh College
2. M.D. Girls Colege
3. Vivekanand Memorial Public School
4. Guru Har Krishan Public School
5. D.A.V. School
6. Government Senior Secondary Girls School
7. Government Boys School
8. Mata Gujri Girls School
9. Bright Star Public School
10. Modern Public School